# 國立政治大學外國語文學院

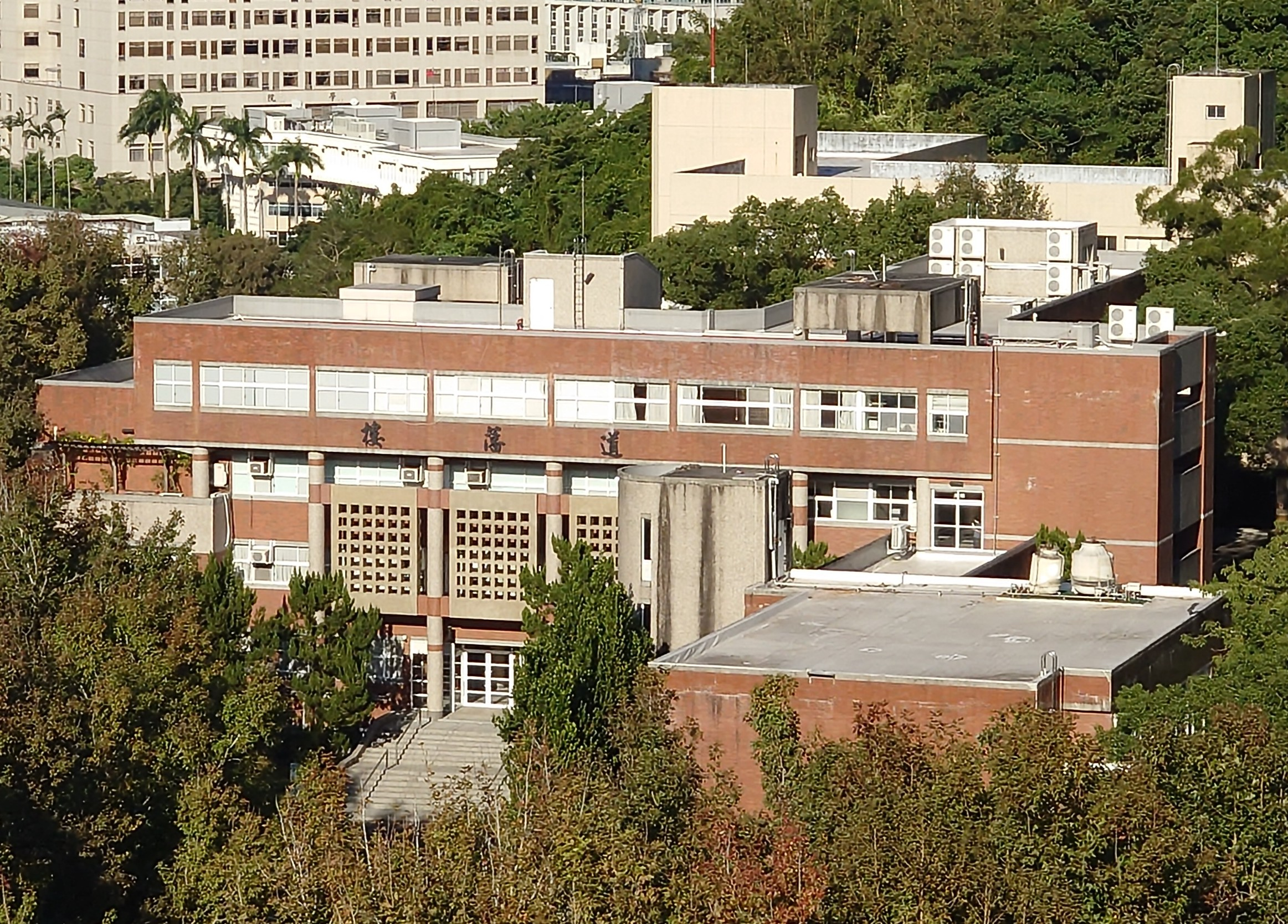
外語學院院館位於政大山上校區道藩樓

國立政治大學外國語文學院，是國立政治大學的學院之一，為國立大學中第一所外語學院。由文學院於1989年分出成立，該學院錄取門檻較同類型學院為高。外語學院為中華民國教育部「北區大學外文中心」。以及大韓民國政府指定的「海外韓國學核心大學」之一，並獲得大韓民國教育部補助。同時該院下屬的外文中心負責政大全校外文通識課程及支援各學院英語課程。
學院教學研究範疇包含聯合國工作語言的英語、法語、德語、西班牙語、阿拉伯語、俄羅斯語以及土耳其語、日語、韓語、波蘭語、捷克語、烏克蘭語、克羅地亞語、越南語、泰語、印尼語等各語言文化及文學領域，另外開設拉丁文、古希臘文、蒙古語等多種語文教學課程，並承辦多項語言能力測驗。在語言學研究方面與台灣心智科學腦造影中心及政大校級研究中心「心智、大腦與學習研究中心」合作。
根據《商業週刊》與104人力銀行合作，進行的2008年至2010年「大學社會新鮮人就業率大調查」，外語學院的韓語、土耳其語文學系，為全臺灣各大學畢業生就業率前三名的科系，其中韓語系就業率幾乎百分之百。

## 沿革
- 1956年，設立「西洋語文學系」、「東方語文學系（韓語組、俄語組）」。
- 1957年，設立「東方語文學系阿拉伯語文組」。
- 1958年，文學院成立，「西洋語文學系」、「東方語文學系」改隸該學院。
- 1958年，設立「東方語文學系土耳其語文組」。
- 1978年，「東方語文學系阿拉伯語文組」升格「阿拉伯語文學系」。
- 1986年，設立「西洋語文研究所」。
- 1989年，「西洋語文學系」、「東方語文學系」自文學院獨立為外國語文學院。
- 1989年，設立「東方語文學系日文組」。
- 1991年，「西洋語文學系」改名為 「英國語文學系」、「西洋語文研究所」改名為 「英國語文研究所」。
- 1992年，「東方語文學系俄語組」升格「俄國語文學系」。
- 1993年，設立「語言學研究所」。
- 1995年，實施系所合一政策。
- 1998年，「東方語文學系日文組」升格「日本語文學系」。
- 1999年，設立「英語教學碩士在職專班」。
- 2000年，設立「英國語文研究所博士班」文學組及英語教學組、「俄國語文學系碩士班」
- 2000年，「東方語文學系韓語組」升格「韓國語文學系」；「東方語文學系土耳其語文組」升格「土耳其語文學系」。
- 2003年，設立「日本語文學系碩士班」。
- 2006年，設立歐洲語文學程德文 、西班牙文、法文組及歐洲語文碩士在職專班。
- 2007年，「俄國語文學系」更名為「斯拉夫語文學系」，增設「捷克語文學程」及「波蘭語文學程」。
- 2012年，「歐洲語文學程」升格「歐洲語文學系」。
- 2017年，設立「東南亞語言及文化學士學位學程」。
- 2024年，「東南亞語言及文化學士學位學程」升格「東南亞語文學系」。

## 歷任院長
| 任別  | 姓名   | 任職日期  | 離職日期  | 備註 |
| ----- | ------ | --------- | --------- | ---- |
| 1     | 金陵   | 1989年    | 1995年    |      |
| 2-3   | 許長庚 | 1995年    | 2001年    |      |
| 4     | 蔡連康 | 2001年    | 2004年    |      |
| 5     | 陳超明 | 2004年    | 2007年    |      |
| 6-7   | 于乃明 | 2007年    | 2013年    |      |
| 8     | 張上冠 | 2013年    | 2016年    |      |
| 9     | 鄭慧慈 | 2017年8月 | 2019年1月 |      |
| 10-11 | 阮若缺 | 2019年2月 | 2023年7月 |      |
| 12    | 鄭家瑜 | 2023年8月 | 現任      |      |

## 系所單位

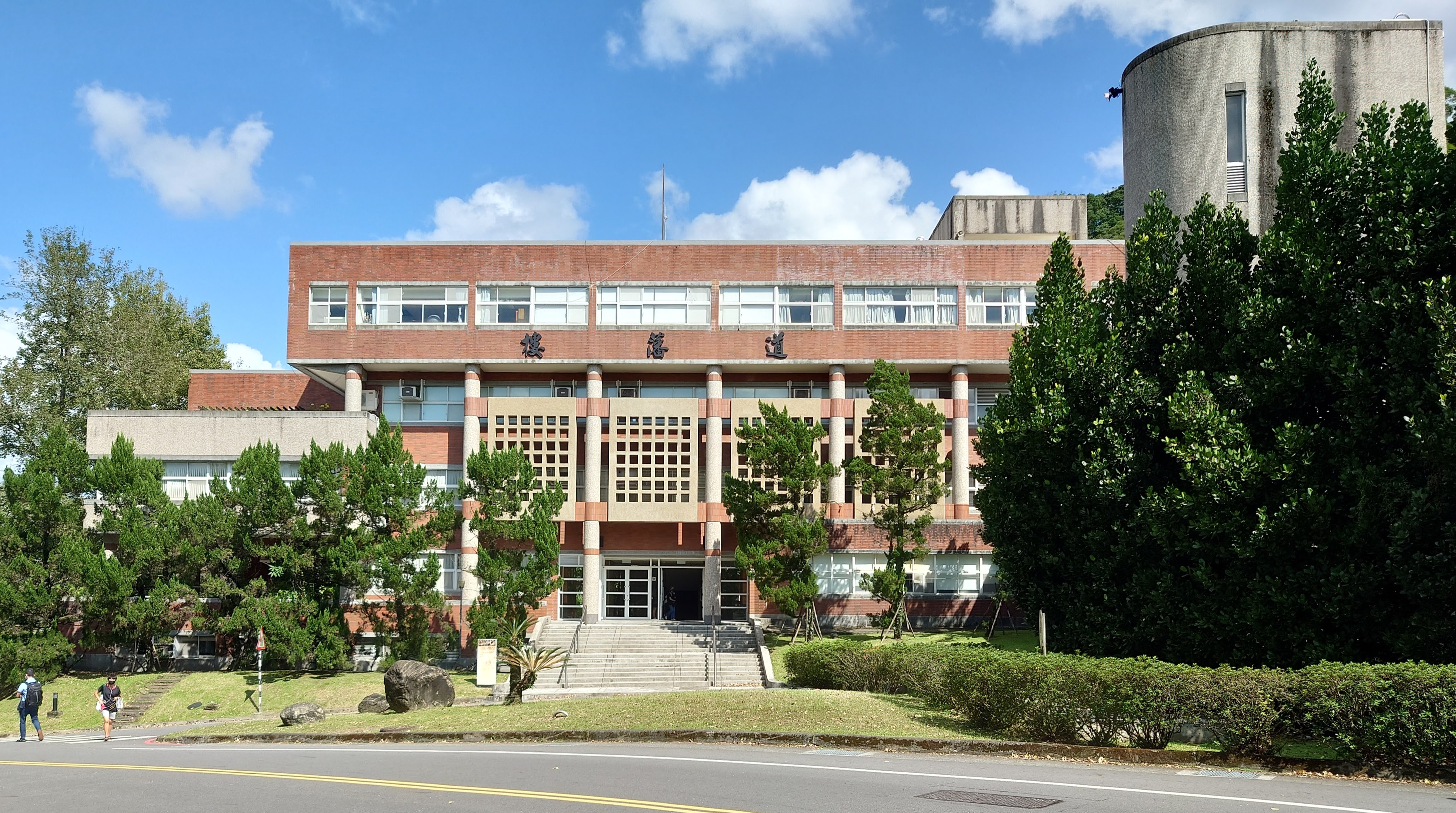
道藩樓正面入口

學院空間範圍為政大山上校區的道藩樓、季陶樓以及國際大樓。學院目前共有8個主要學系、1個研究所、1個學位學程，以及1個研究中心。

### 英國語文學系
前身於1956年以「西洋語文學系」之名成立，1986年成立「西洋語文研究所」，開始授與碩士頭銜，至1991年與大學部同步更名為「英國語文」學系及研究所。1995年因應政治大學「系所合一」之政策，將研究所與學系合併。在職進修方面，「英語教學碩士在職專班」於1999年成立。在2000年研究所獲得授與博士頭銜的資格，得授與文學博士及教育博士。系所擁有圖書室、電腦室、會議室及口譯教室，辦公室位於季陶樓2樓。
「學生基礎語言能力」要求為歐洲共同語言參考標準（CEFR）的B2級至C1級，需通過相應程度的雅思（IELTS）或托福（TOEFL）等測驗。

### 斯拉夫語文學系
前身為1957年設立之「東方語文學系俄語組」，於1992年8月1日，經教育部批准改制為「俄國語文學系」，2000年成立「俄國語文研究所」，開始授與碩士頭銜，於2007年8月1日，增設「捷克語文學程」及「波蘭語文學程」因此更名為「斯拉夫語文學系」。系所擁有圖書室，辦公室位於道藩樓4樓。
「學生基礎語言能力」要求為歐洲共同語言參考標準的B2級，需通過俄羅斯聯邦教育及科學部俄語能力測驗中心舉辦之「俄語能力測驗」第二級。

### 阿拉伯語文學系
前身為1957年設立之「東方語文學系阿拉伯語組」，1978年，經教育部批准改制為「阿拉伯語文學系」。為中華民國唯一的阿拉伯文化及語言研究的學術機構，設有圖書室以及「中東與伊斯蘭研究中心」，辦公室位於道藩樓1樓。
「學生基礎語言能力」要求為歐洲共同語言參考標準的B1級，需通過政治大學舉辦之「阿拉伯語能力測驗」第二級。

### 土耳其語文學系
前身為1958年設立之「東方語文學系土耳其語文組」，創設初期師資方面由國防部支援，1971年中華民國與土耳其共和國斷交後，即扮演兩國之間溝通橋樑，同時也為中華民國唯一的土耳其文化及語言研究的學術機構，並出版土耳其語教學書籍。辦公室位於道藩樓2樓。
「學生基礎語言能力要求」為歐洲共同語言參考標準的B1級，需通過政治大學舉辦之「土耳其語能力測驗」B1級。

### 韓國語文學系
前身為1956年7月成立之「東方語文學系韓國語文組」，於2000年8月，經教育部批准改制為「韓國語文學系」。2012年設立研究所，開始授與碩士頭銜。2015年，獲得大韓民國教育部韓國學中央硏究院之海外重點大學補助。設有視聽教室及研討室，辦公室位於道藩樓3樓。
學生基礎語言能力要求需通過韓國國立國際教育院舉辦之「韓國語能力考試」（TOPIK）高級5級。

### 日本語文學系
前身為1989年成立之「東方語文學系日文組」，1998年，經教育部批准改制為「日本語文學系」。於2003年成立研究所，並開始授與碩士頭銜。2010年，與日本語教育學會、日本國際交流基金及日本交流協會合作下，共同舉辦第九屆「日本語教育國際研究大會」（ICJLE）。設有學生活動室、電腦室、圖書室及會議室，辦公室位於季陶樓1樓。
「學生基礎語言能力」要求需通過日本國際交流基金舉辦之「日本語能力試驗」（JLPT）難度最高之N1級。（大致相當於歐洲共同語言參考標準 C1級）

### 歐洲語文學系
前身為2006年成立之「歐洲語文學程」，分德文 、西班牙文、法文三組招生，2006年，接受欧洲联盟委员会莫內計畫之補助，2012年經教育部批准改制為「歐洲語文學系」。辦公室位於道藩樓4樓。
學生基礎語言能力要求為歐洲共同語言參考標準的B2級，需通過相應的語言能力測驗，如法語知識測試 （TCF）、法語鑑定文憑（DALF）、西班牙語檢定考試（DELE）、歌德學院檢定考試或德福考试（TestDaF）。

### 東南亞語文學系
2017年設立東南亞語言及文化學士學位學程，成立初期以越南語文為主修語言，2021起分為越文組、泰文組、印尼文組招生。在2024年八月（113學年度）升格為東南亞語文學系，辦公室位於季陶樓3樓。。  
因應中國國務院提倡的「一帶一路」政策之效應，外語學院配合「新南向政策」，開辦東南亞學分學程及越南語師資班等課程，並於2017年開設「東南亞語言及文化學士學位學程」培養熟悉東南亞文化人才。

### 語言學研究所
成立於1993年，設置三個學術工作室以及一個綜合實驗室，包括音韻理論工作室、語言與語境工作室、語言習得工作室以及語音暨心理語言綜合實驗室。此外也與政大校級研究中心「心智、大腦與學習研究中心」共同合作。

### 中東與中亞研究碩士學位學程
2015年9月18日，由國際事務學院及外語學院共同成立，為台灣第一個中東與中亞地區研究之學術機構，駐台北土耳其貿易辦事處代表出席成立活動。

### 研究中心
原「翻譯中心」與「跨文化研究中心」於2015年整併為「翻譯與跨文化研究中心」，旨在深化翻譯與跨文化之學術研究，且促進國內外翻譯與跨文化相關領域研究人才之結合。

### 教學中心
- 中華民國教育部：北區大學外文中心（計畫已終止）
- 國立政治大學：外文中心、韓國文化教育中心、俄羅斯中心

## 學術期刊
學院目前出版學術期刊有《外國語文研究》及 《廣譯：語言、文學、與文化翻譯》。

- 《外國語文研究》定期於每年六月、十二月出版各國文學、語言、教學及文化相關研究領域之原創性學術論文，收錄於臺灣人文及社會科學引文索引資料庫（TCI-HSS）及國家圖書館臺灣期刊論文索引系統（NCL Taiwan Periodical Literature）。[20]
- 《廣譯：語言、文學、與文化翻譯》定期於每半年出版一次，刊載有關語言、文學、與文化翻譯研究之學術論文、個人翻譯作品及翻譯評論，收錄於臺灣人文及社會科學引文索引資料庫（TCI-HSS）及國家圖書館臺灣期刊論文索引系統（NCL Taiwan Periodical Literature）。[21]

## 合作院校
外語學院目前與以下大學相關學院締結院級合作：
| | | |
| 俄羅斯 - 圣彼得堡国立大学 - 莫斯科国立大学 - 烏拉爾聯邦大學 捷克 - 布拉格查理大学 科威特 - 科威特大學（页面存档备份，存于） 约旦 - 約旦大學（页面存档备份，存于） 沙烏地阿拉伯 - 沙特國王大學 土耳其 - 安卡拉大學 - 畢爾坎特大學（页面存档备份，存于） | 日本 - 東京外國語大學 - 御茶水女子大學 - 杏林大學 - 立命館大學 - 宇都宮大學 - 筑波大學 - 廣島大學 - 國際教養大學 - 漢陽大學 - 成均館大學 - 釜山大學 - 高麗大學 | 中华人民共和国 - 北京大學 - 清華大學 - 復旦大學 - 上海交通大學 - 中國人民大學 - 天津大學 - 武漢大學 - 浙江大學 - 吉林大學 - 北京航空航天大學 - 華東師範大學 - 同濟大學 - 西安交通大學 - 中山大學 - 四川大學 - 南京大學 - 上海外國語大學 - 南開大學 - 北京外國語大學 - 廈門大學 - 山東大學 香港特別行政區 - 香港城市大學 |

## 大學排名
政治大學外國語文學院在2011年QS世界大學排名（QS World University Ranking）中，「現代語言」類別排名介於全球第50－100名區間。
2015年的QS排名中，政治大學的語言學及現代語言兩學門，皆為世界第101-150名。
2017年的QS排名中政治大學的英語文學為世界第201-250區間內，語言學及現代語言兩學門，皆為世界第101-150名。

## 語言能力測驗

### 承辦
- 越南河內國家大學

1. 越南語能力檢定測驗。[24]

### 主辦
- 國立政治大學

1. 阿拉伯語檢定
2. 土耳其語檢定
3. 泰語能力測驗[25]
4. 印尼語檢定[26]

## 外部連結
- 官方网站
- 國立政治大學外國語文學院的Facebook專頁